# Thymoites murici
Espèce
Thymoites murici est une espèce d'araignées aranéomorphes de la famille des Theridiidae.

## Distribution
Cette espèce est endémique d'Alagoas au Brésil,.

## Étymologie
Son nom d'espèce lui a été donné en référence au lieu de sa découverte, Murici.

## Publication originale
- Rodrigues & Brescovit, 2015 : On the spider genus Thymoites in the Neotropical Region (Araneae, Theridiidae): nine new species, complementary descriptions and new records. Zootaxa, no 3972(2), p. 181-207.